# Gary Ilman
Gary Steven Ilman, född 13 augusti 1943 i Glendale i Kalifornien, död 16 augusti 2014 i Long Beach, var en amerikansk simmare.
Ilman blev olympisk guldmedaljör på 4 x 200 meter frisim  vid sommarspelen 1964 i Tokyo.